# ディー・ゴードン
ディー・ストレンジ＝ゴードン（英語: Dee Strange-Gordon, 本名：ディバリス・ストレンジ＝ゴードン（Devaris Strange-Gordon, 1988年4月22日 - ）は、アメリカ合衆国フロリダ州オレンジ郡ウィンダミア出身のプロ野球選手（内野手）。右投左打。フリーエージェント（FA）。愛称はバリス・ストレンジ。旧名は、ディバリス・ゴードン（Devaris Gordon）。
父は「フラッシュ」の愛称で知られた元メジャーリーガーのトム・ゴードン。弟はマイアミ・マーリンズ所属のニック・ゴードン。

## 経歴

### プロ入り前
1988年4月、両親が婚姻関係にない非嫡出子として生まれる。6歳の時に母親のデボナ・ストレンジが元交際相手に殺害され、その後は親権を獲得した父トムと父方の祖母によって育てられた。少年時代は「野球はスピード感に欠けて退屈」だと考え、周囲の友人と共にバスケットボールに熱中した。しかし、高校に進学した頃には自分の小柄な体格ではNBAを目指すのは難しいと考えるようになり、2005年になって野球を始める。本格的にプレーし始めたのは2006年だったが、すぐに才能を発揮し、バスケットボールをやめて野球一本で勝負することを決意する。
高校時代にはフィラデルフィア・フィリーズに所属していた父の同僚ジミー・ロリンズに球場で指導を受ける機会があり、「凄い強肩の持ち主だ。将来は素晴らしい選手になるよ」と絶賛された。最終学年時の2007年には打率.373に加えてチーム最多の10盗塁をマークして頭角を現す。卒業後はNCAA2部のサウスイースタン大学に進学。浅い野球経験を補う抜群の身体能力でスカウトの注目を集める存在になった。

### プロ入りとドジャース時代

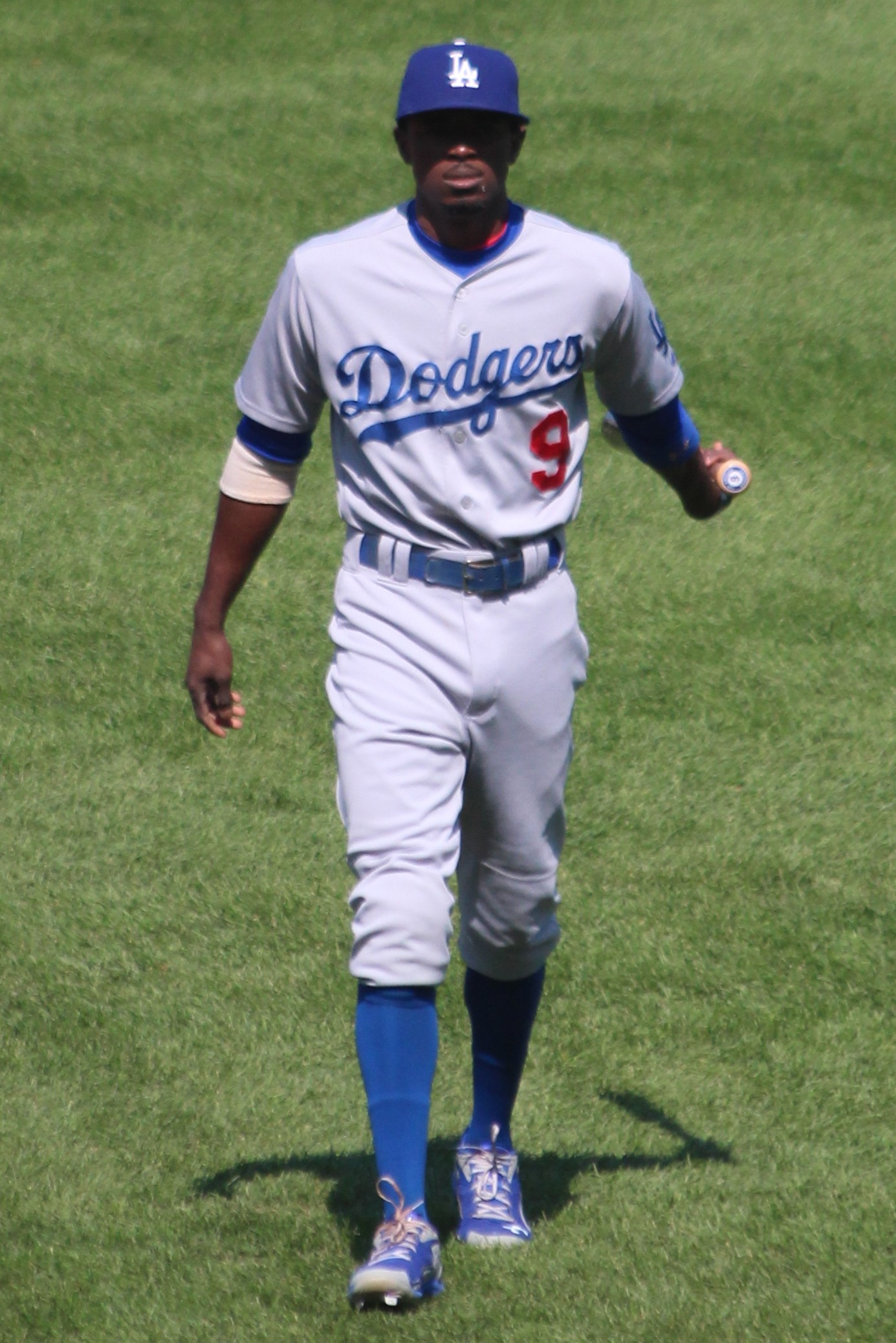
ロサンゼルス・ドジャース時代
（2014年9月19日）

2008年、セミノール短期大学を経てMLBドラフトでロサンゼルス・ドジャースから4巡目（全体127位）で指名され、6月9日に契約。同年はルーキーリーグで60試合に出場し、打率.331、18盗塁を記録。
2009年はA級グレートレイクス・ルーンズでフルシーズンを過ごし、打率.301、73盗塁の活躍でミッドウェストリーグのMVPに選出された。反面、守備では華麗なプレーを好む、グラブのはめ方もいい加減と粗っぽさが目立ち、A級でコーチを務めていた山下大輔が「腰を落として捕ることも、足を使って送球することもできない」と回顧するほどの有り様であった。山下がコーチに在任していた2年間、早出練習では日本的な基礎に重点を置いた練習を課していたという。
2010年はA+級を飛び級する形でAA級チャタヌーガ・ルックアウツでプレーした。7月にはオールスターフューチャーズゲームのアメリカ合衆国選抜に選出された。最終的に2年連続の50盗塁を記録。オフには「ベースボール・アメリカ」誌選定の有望株ランキングにおいて球団内で最高の評価を受けた。
2011年はAAA級アルバカーキ・アイソトープスで開幕を迎えた。6月6日にドジャースとメジャー契約を結んだ。同日のフィリーズ戦でメジャーデビュー。3点ビハインドの9回表無死一塁の場面で代走として出場し、得点を記録した。その後は遊撃手として先発起用されていたが、22試合で打率.243と結果を残せず、7月4日にAAA級アルバカーキへ降格した。7月31日に再昇格したが、8月11日に右肩の故障で15日間の故障者リスト入りした。9月1日に復帰し、復帰後は遊撃手として先発起用され、26試合に出場。9月だけで14度のマルチヒットや12盗塁を記録し、打率は.372の大活躍を見せ、同月のルーキー・オブ・ザ・マンスに選出された。この年メジャーでは56試合に出場して打率.304、11打点、24盗塁を記録した。
2012年は開幕ロースター入りし、正遊撃手として出場していたが、7月5日に右手親指の怪我で15日間の故障者リスト入りし、8月31日に60日間の故障者リストへ異動。9月11日に復帰したが、主に代走としての起用となった。この年は87試合に出場して打率.228、1本塁打、17打点、32盗塁を記録した。
2013年3月26日にAAA級アルバカーキへ配属され、開幕を迎えた。開幕から遊撃手のポジションを守っていたジャスティン・セラーズが打撃不振のため先発から外され、その後正遊撃手を務めていたハンリー・ラミレスが5月4日に故障者リスト入りしたため、代役として昇格した。しかし、ゴードンも19試合で打率.175と結果を残せず、5月27日にAAA級アルバカーキへ降格。8月5日に再昇格した。6試合の出場のみで、8月16日にAAA級アルバカーキへ降格した。登録枠が拡大された9月1日に再昇格した。この年は38試合の出場にとどまり、打率.234、1本塁打、6打点、10盗塁だった。
2014年は前年正二塁手だったマーク・エリスが移籍したため二塁手にコンバートされた。前半戦では91試合に出場し、打率.292、2本塁打、25打点、43盗塁と活躍。オールスターゲームのファン投票では、ナショナルリーグの二塁手部門でチェイス・アトリーに次ぐ2位だったが、監督推薦で初選出された。この年は148試合に出場し、打率.289、2本塁打、34打点だった。12本の三塁打はナ・リーグトップを記録した。盗塁は両リーグ最多の64個を記録し、最多盗塁のタイトルを獲得した。

### マーリンズ時代
2014年12月10日にアンドリュー・ヒーニー、クリス・ハッチャー、エンリケ・ヘルナンデス、オースティン・バーンズとのトレードで、ダン・ヘイレン、ミゲル・ロハスと共にマイアミ・マーリンズへ移籍した経歴を持つ。

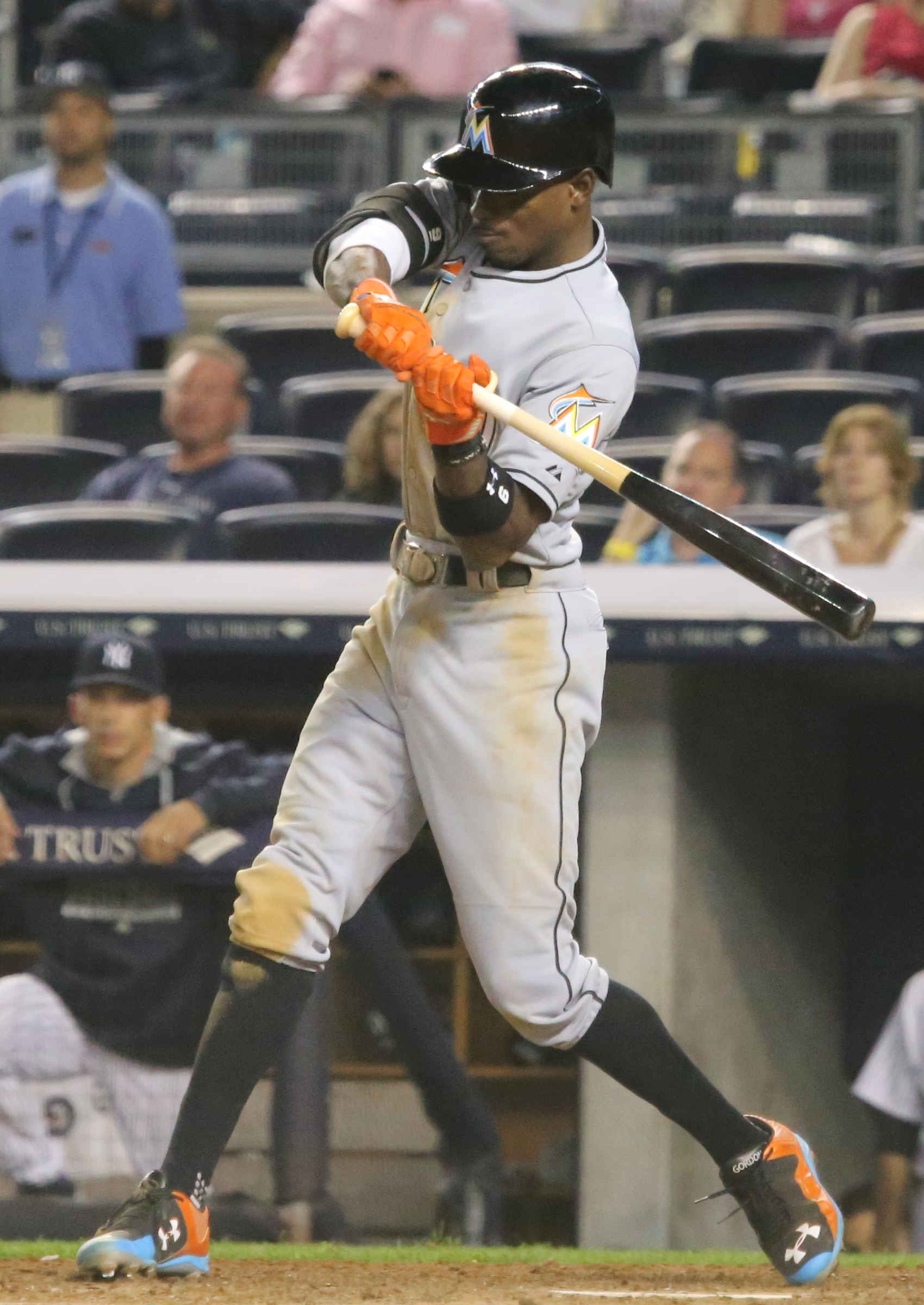
マイアミ・マーリンズ時代
（2015年6月18日）

2015年は序盤から好調を維持し、オールスターゲームに選出されたが、試合には出場しなかった。後半戦でも調子を落とす事なく、最終的には145試合に出場し、打率.333でナショナルリーグの首位打者を、58盗塁で同リーグ盗塁王のタイトルを2年連続で獲得した。さらに205安打もリーグトップだった。守備面ではリーグトップとなるUZR+6.3、Def+8.4、DRS+13を記録し、オフにゴールドグラブ賞とシルバースラッガー賞を初受賞した。
2016年1月18日にマーリンズと総額5000万ドルの5年契約（2021年シーズンは1400万ドルの球団選択権付き）を結んだ。4月29日に禁止薬物である外因性のテストステロンとクロステボルに陽性反応を示したことが発覚し、80試合の出場停止処分を受けた。直後にゴードンはMLB選手会を通じて「私は間違いを犯したし、その結果は受け入れる。禁止薬物に気をつけてきたことは、これまで20回以上のテストをパスしてきたことが証明している。チームメートや球団、ファンを失望させてしまったことが一番つらい」と声明を出した。出場停止処分が明けて7月28日に復帰した。9月26日の試合ではホセ・フェルナンデスの追悼セレモニーの後、初回の打席でフェルナンデスのヘルメットを被り右打席に入った。2球目から自分のヘルメット、左打席に戻り、3球目でシーズン1号となる先頭打者本塁打を放った。生還する頃には目に大粒の涙を浮かべていた。その後の3打席でも連続で安打を記録した。試合後のインタビューでこの日の活躍について「神様の存在は信じていないけど、あんなに遠くにボールを飛ばしたことはない。誰かが力を貸してくれたんだと思う」と語った。この年は、シーズンの約半数に当たる79試合の出場で、打率.268、1本塁打、14打点、リーグ8位となる30盗塁を記録した。守備面ではUZR+1.9、Def+3.0、DRS+1を記録した。
2017年はシーズンを通してリードオフマンの地位を守り、158試合の出場で打率.308、2本塁打、33打点という成績だった。2年ぶりの打率3割、200安打を達成し、60盗塁を記録。59盗塁を記録したビリー・ハミルトンをかわして2年ぶり3度目の盗塁王となった。盗塁に関しては8月終了時点でハミルトンに7つの差を付けられていたが、9月にハミルトンが故障により記録を伸ばすことが叶わない間に猛追、シーズン161試合目に一気に2盗塁を決め、逆転しての受賞となった。守備では共にリーグトップとなるUZR+7.5、Def+9.7を記録し、DRSでは+3を記録した。

### マリナーズ時代
2017年12月7日にニック・ナイダート、ロバート・ダガー、クリストファー・トーレスとのトレードで、100万ドルの海外選手契約金枠と共にシアトル・マリナーズへ移籍した。
2018年はロビンソン・カノが正二塁手としてプレーしていた為、開幕から中堅手にコンバートされたが、カノの出場停止と共に再び二塁手としてプレーした。7月3日のロサンゼルス・エンゼルス戦で三盗を決め、通算300盗塁を達成した。141試合に出場し、最終成績は打率.268、4本塁打、36打点、30盗塁を記録した。守備面では二塁手としてUZR-3.6、Def-2.4、DRS±0を記録し、中堅手ではUZR-4.6、Def-3.8、DRS-8と守備面でも結果を残せなかった。
2019年はカノの移籍に伴い、再びポジションを二塁手に戻した。3月にはアスレチックスと東京で開催したMLB日本開幕戦のメンバーとして訪日している。5月20日のテキサス・レンジャーズ戦での右手首の打撲傷で10日間の故障者リスト入り、復帰後の7月22日のレンジャーズ戦で左大腿四頭筋を負傷し、再び故障者リスト入りした。この年は117試合に出場して打率.275、3本塁打、34打点、22盗塁を記録した。守備面ではUZR-0.9、Def+0.7、DRS-8を記録した。
2020年はCOVID-19の影響で60試合制となる中で33試合に出場し、打率.200、3打点、3盗塁、出塁率.268を記録した。10月28日に球団が単年1400万ドルの延長オプションの放棄を発表した為、FAとなった。

### ブルワーズ傘下時代
2021年2月8日にシンシナティ・レッズとマイナー契約を結び、スプリングトレーニングに招待選手として参加することとなった。メジャー昇格した際は100万ドルの給与と、オプションとして60万ドルの出来高が含まれていた。スプリングトレーニングでは二塁や遊撃を守ったが、正三塁手のエウヘニオ・スアレスの遊撃へのコンバートが決まり、3月26日に自由契約となった。その後、4月21日にミルウォーキー・ブルワーズとマイナー契約を結んだ。傘下のAAA級ナッシュビル・サウンズでプレーしていたが、5月22日に自由契約となった。

### カブス傘下時代
2021年5月26日にシカゴ・カブスとマイナー契約を結んだ。移籍後は傘下のAAA級アイオワ・カブスでプレーしていたが、6月12日に自ら選んで契約を途中で放棄する「オプトアウト」を行使した。

### パイレーツ傘下時代
2021年6月7日にピッツバーグ・パイレーツとマイナー契約を結んだ。移籍後は傘下のAAA級インディアナポリス・インディアンスでプレーしていたが、8月1日に自ら選んで契約を途中で放棄する「オプトアウト」を行使した。

### ナショナルズ時代

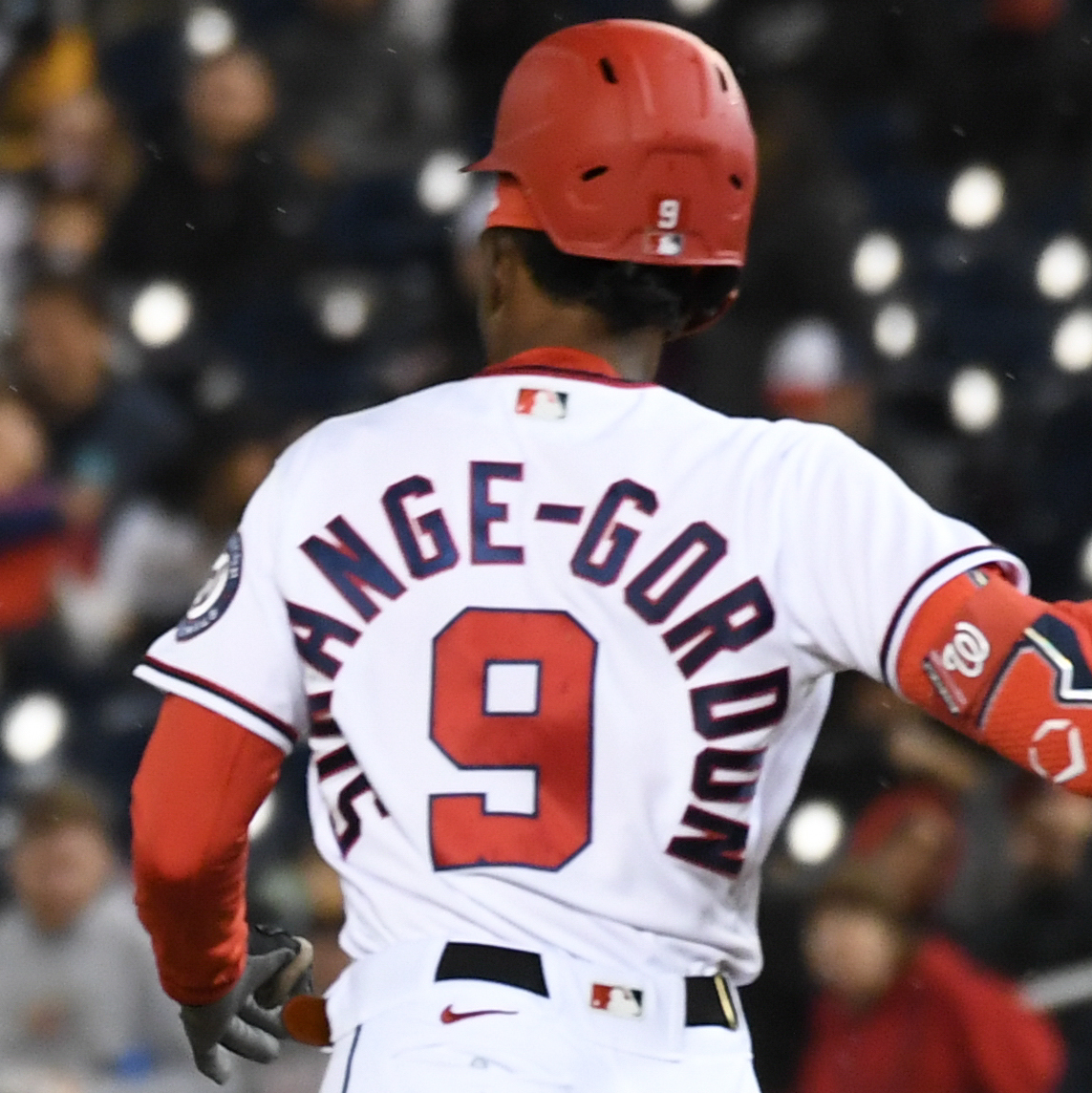
ワシントン・ナショナルズ時代
（2022年8月8日）

2021年12月12日にワシントン・ナショナルズとマイナー契約を結んだ。2022年3月14日にスプリングトレーニングに招待選手として参加することになった。同日中にロースター入りし、4月7日にアクティブロースター入りした。6月14日にDFAとなり、19日に自由契約となったが、7月18日にマイナー契約で再契約し、30日に傘下AAA級ロチェスター・レッドウイングスに配属された。しかし、わずか5日後の8月4日に再び自由契約となった。

## 選手としての特徴
マイナー374試合で166盗塁を記録した走力が最大の武器。体重150lb(約68kg)はメジャー最軽量の部類に入り、パワーには欠けるがバットコントロールには定評があり、しばしばフアン・ピエールの遊撃手版とも評される。
遊撃手としては広い守備範囲と強肩を併せ持つものの、まだ粗削りな部分が多く、マイナーでは通算106失策（守備率.937）を記録している。

## 人物
Above .500 Inc. のような多くの慈善団体に関わり、そこで Meet & Greets を主催、複数のチャリティーゲームに参加している。
さらにゴードンは、家庭内虐待の結果として親が亡くなった子供たちを助けるための慈善団体「Flash of Hope（希望の閃光）」を設立。フロリダ地区検事事務所と協力して、1か月に1人の子供をクラブハウスおよびバッティング練習に招待している。
2017年、ゴードンは、ドミニカ共和国で貧困を撲滅するための努力として、Athletes Brand と国際飢餓対策機構と仕事をした後、マーリンズのロベルト・クレメンテ賞候補に選出された。
2019年3月28日、シアトル・タイムズに「THANK YOU, ICHIRO.」の見出しで、引退を表明したイチローへの惜別の思いをつづった全面広告を掲載した。

## 名前
本名は、デバリス・ストレンジ＝ゴードン。愛称は、ライトニング（Lightning）やバリス（Varis）。
ファーストネームに用いている「ディー」は、ルーキー時代にパブリックアドレスアナウンサーがフルネームをひどく誤発音した時に発した名前をそのまま使用している。
ファミリーネームは、長らく育て親（トム・ゴードン）の姓「ゴードン」を使用していたが、亡き母（先述）に敬意を表して、2020年9月4日より複合姓を用いることになった。2017年のプレイヤーズ・ウィークエンドでは「バリス・ストレンジ（Varis Strange）」の名を使用した。

## 詳細情報

### 年度別打撃成績
| 年 度     | 球 団     | 試 合 | 打 席 | 打 数 | 得 点 | 安 打 | 二 塁 打 | 三 塁 打 | 本 塁 打 | 塁 打 | 打 点 | 盗 塁 | 盗 塁 死 | 犠 打 | 犠 飛 | 四 球 | 敬 遠 | 死 球 | 三 振 | 併 殺 打 | 打 率 | 出 塁 率 | 長 打 率 | O P S |
| --------- | --------- | ----- | ----- | ----- | ----- | ----- | -------- | -------- | -------- | ----- | ----- | ----- | -------- | ----- | ----- | ----- | ----- | ----- | ----- | -------- | ----- | -------- | -------- | ----- |
| 2011      | LAD       | 56    | 233   | 224   | 34    | 68    | 9        | 2        | 0        | 81    | 11    | 24    | 7        | 2     | 0     | 7     | 0     | 0     | 27    | 1        | .304  | .325     | .362     | .687  |
| 2012      | LAD       | 87    | 330   | 303   | 38    | 69    | 9        | 2        | 1        | 85    | 17    | 32    | 10       | 2     | 2     | 20    | 0     | 3     | 62    | 5        | .228  | .280     | .281     | .561  |
| 2013      | LAD       | 38    | 106   | 94    | 9     | 22    | 1        | 1        | 1        | 28    | 6     | 10    | 2        | 1     | 0     | 10    | 2     | 1     | 21    | 0        | .234  | .314     | .298     | .612  |
| 2014      | LAD       | 148   | 650   | 609   | 92    | 176   | 24       | 12       | 2        | 230   | 34    | 64    | 19       | 3     | 3     | 31    | 0     | 4     | 107   | 3        | .289  | .326     | .378     | .704  |
| 2015      | MIA       | 145   | 653   | 615   | 88    | 205   | 24       | 8        | 4        | 257   | 46    | 58    | 20       | 6     | 5     | 25    | 2     | 2     | 91    | 6        | .333  | .359     | .418     | .776  |
| 2016      | MIA       | 79    | 346   | 325   | 47    | 87    | 7        | 6        | 1        | 109   | 14    | 30    | 7        | 1     | 1     | 18    | 1     | 0     | 55    | 4        | .268  | .305     | .335     | .641  |
| 2017      | MIA       | 158   | 695   | 653   | 114   | 201   | 20       | 9        | 2        | 245   | 33    | 60    | 16       | 2     | 4     | 25    | 0     | 10    | 93    | 7        | .308  | .341     | .375     | .716  |
| 2018      | SEA       | 141   | 588   | 556   | 62    | 149   | 17       | 8        | 4        | 194   | 36    | 30    | 12       | 9     | 5     | 9     | 0     | 9     | 80    | 10       | .268  | .288     | .349     | .637  |
| 2019      | SEA       | 117   | 421   | 393   | 36    | 108   | 12       | 6        | 3        | 141   | 34    | 22    | 5        | 3     | 6     | 18    | 1     | 1     | 61    | 8        | .275  | .304     | .359     | .663  |
| 2020      | SEA       | 33    | 82    | 75    | 12    | 15    | 1        | 0        | 0        | 16    | 3     | 3     | 2        | 0     | 0     | 5     | 0     | 2     | 13    | 1        | .200  | .268     | .213     | .482  |
| 2022      | WSH       | 23    | 59    | 59    | 6     | 18    | 1        | 1        | 0        | 21    | 2     | 3     | 2        | 0     | 0     | 0     | 0     | 0     | 8     | 1        | .305  | .305     | .356     | .661  |
| MLB：11年 | MLB：11年 | 1025  | 4163  | 3906  | 538   | 1118  | 125      | 55       | 18       | 1407  | 236   | 336   | 102      | 29    | 26    | 168   | 6     | 32    | 618   | 46       | .286  | .319     | .360     | .679  |

- 2022年度シーズン終了時
- 各年度の太字はリーグ最高

### 年度別守備成績
| 年 度 | 球 団 | 二塁（2B） | 二塁（2B） | 二塁（2B） | 二塁（2B） | 二塁（2B） | 二塁（2B） | 遊撃（SS） | 遊撃（SS） | 遊撃（SS） | 遊撃（SS） | 遊撃（SS） | 遊撃（SS） | 左翼（LF） | 左翼（LF） | 左翼（LF） | 左翼（LF） | 左翼（LF） | 左翼（LF） | 中堅（CF） | 中堅（CF） | 中堅（CF） | 中堅（CF） | 中堅（CF） | 中堅（CF） |
| 年 度 | 球 団 | 試 合      | 刺 殺      | 補 殺      | 失 策      | 併 殺      | 守 備 率   | 試 合      | 刺 殺      | 補 殺      | 失 策      | 併 殺      | 守 備 率   | 試 合      | 刺 殺      | 補 殺      | 失 策      | 併 殺      | 守 備 率   | 試 合      | 刺 殺      | 補 殺      | 失 策      | 併 殺      | 守 備 率   |
| ----- | ----- | ---------- | ---------- | ---------- | ---------- | ---------- | ---------- | ---------- | ---------- | ---------- | ---------- | ---------- | ---------- | ---------- | ---------- | ---------- | ---------- | ---------- | ---------- | ---------- | ---------- | ---------- | ---------- | ---------- | ---------- |
| 2011  | LAD   | -          | -          | -          | -          | -          | -          | 54         | 80         | 128        | 10         | 25         | .954       | -          | -          | -          | -          | -          | -          | -          | -          | -          | -          | -          | -          |
| 2012  | LAD   | -          | -          | -          | -          | -          | -          | 79         | 127        | 186        | 18         | 38         | .946       | -          | -          | -          | -          | -          | -          | -          | -          | -          | -          | -          | -          |
| 2013  | LAD   | 3          | 0          | 4          | 0          | 1          | 1.000      | 27         | 29         | 73         | 7          | 11         | .936       | -          | -          | -          | -          | -          | -          | -          | -          | -          | -          | -          | -          |
| 2014  | LAD   | 144        | 256        | 375        | 12         | 84         | .981       | -          | -          | -          | -          | -          | -          | -          | -          | -          | -          | -          | -          | -          | -          | -          | -          | -          | -          |
| 2015  | MIA   | 145        | 293        | 434        | 6          | 111        | .992       | -          | -          | -          | -          | -          | -          | -          | -          | -          | -          | -          | -          | -          | -          | -          | -          | -          | -          |
| 2016  | MIA   | 78         | 150        | 186        | 7          | 51         | .980       | -          | -          | -          | -          | -          | -          | -          | -          | -          | -          | -          | -          | -          | -          | -          | -          | -          | -          |
| 2017  | MIA   | 153        | 266        | 390        | 12         | 96         | .982       | 3          | 1          | 7          | 0          | 1          | 1.000      | -          | -          | -          | -          | -          | -          | -          | -          | -          | -          | -          | -          |
| 2018  | SEA   | 81         | 170        | 200        | 10         | 63         | .974       | 8          | 10         | 20         | 0          | 3          | 1.000      | -          | -          | -          | -          | -          | -          | 53         | 129        | 2          | 5          | 0          | .963       |
| 2019  | SEA   | 111        | 190        | 242        | 9          | 63         | .980       | 2          | 5          | 4          | 1          | 0          | .900       | -          | -          | -          | -          | -          | -          | -          | -          | -          | -          | -          | -          |
| 2020  | SEA   | 13         | 10         | 14         | 2          | 2          | .923       | 3          | 2          | 4          | 0          | 0          | 1.000      | 13         | 20         | 1          | 0          | 0          | 1.000      | -          | -          | -          | -          | -          | -          |
| 2022  | WSH   | -          | -          | -          | -          | -          | -          | 13         | 17         | 35         | 2          | 9          | .963       | 3          | 2          | 0          | 0          | 0          | 1.000      | 4          | 4          | 1          | 1          | 0          | .833       |
| MLB   | MLB   | 728        | 1335       | 1845       | 58         | 471        | .982       | 189        | 271        | 457        | 38         | 87         | .950       | 16         | 22         | 1          | 0          | 0          | 1.000      | 57         | 133        | 3          | 6          | 0          | .958       |

- 2022年度シーズン終了時
- 各年度の太字はリーグ最高
- 各年度の太字年はゴールドグラブ賞受賞

### タイトル
- 首位打者：1回（2015年）
- 盗塁王：3回（2014年、2015年、2017年）

### 表彰
- シルバースラッガー賞（二塁手部門）：1回（2015年）
- ゴールドグラブ賞（二塁手部門）：1回（2015年）
- ハッチ賞：1回（2019年）
- 月間最優秀新人：1回（2011年9月）
- Topps ルーキーオールスターチーム（英語版）：遊撃手部門（2011年）

### 記録
MiLB
- オールスター・フューチャーズゲーム選出：1回（2010年）

MLB
- MLBオールスターゲーム選出：2回（2014年、2015年）

### 背番号
- 9（2011年 - 2020年、2022年）